# The Zoology of the Voyage of H.M.S. Beagle

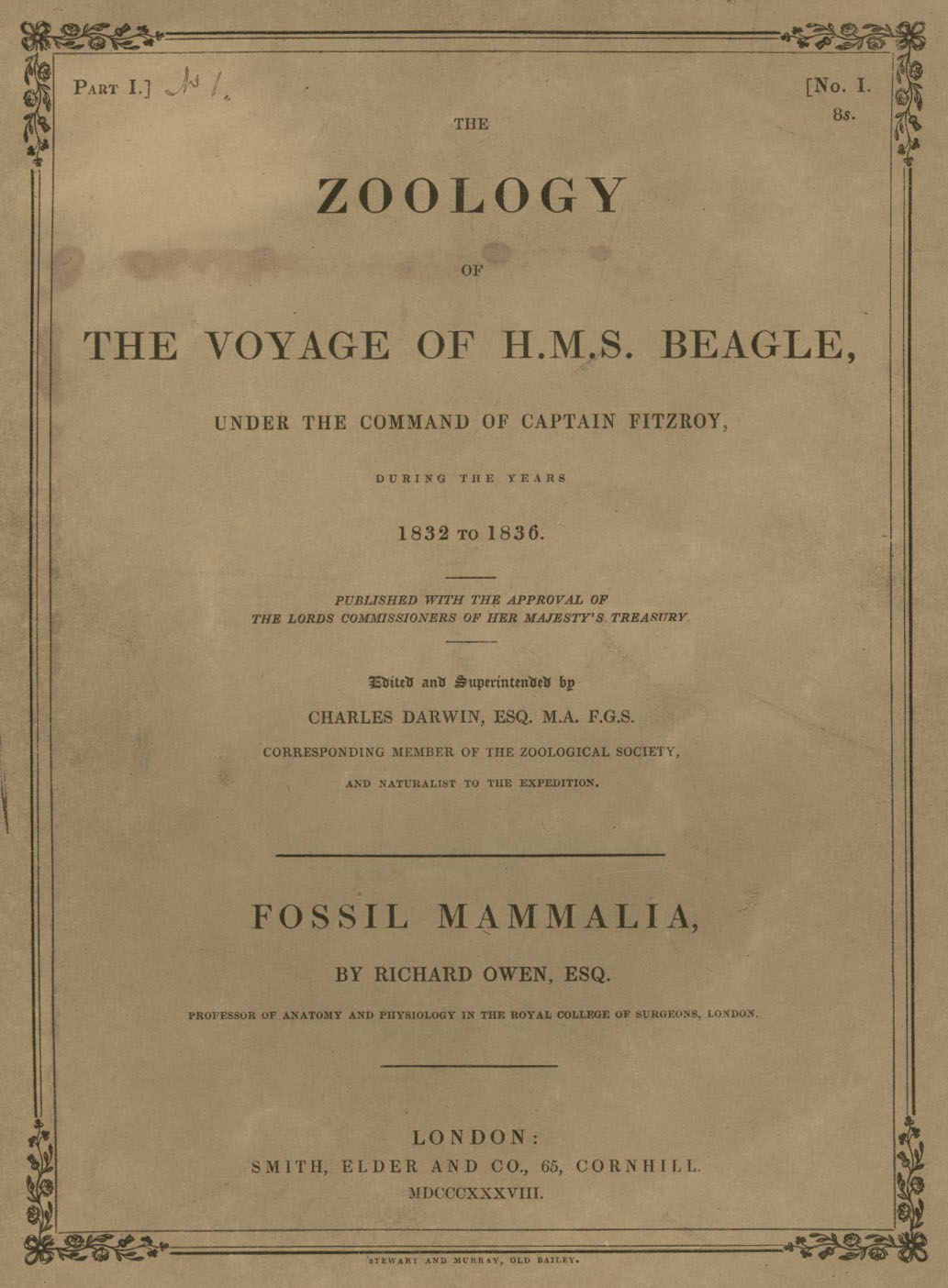
Fossil Mammalia von Richard Owen – Titelblatt der 1. Lieferung des 1. Bandes von 1838

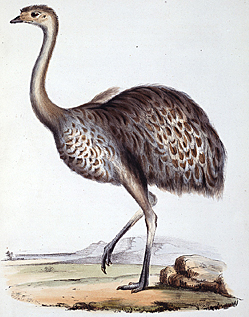
Darwinnandu (Pterocnemia pennata) gezeichnet von John Gould – Tafel 47 aus The Zoology of the H.M.S. Beagle, Band 3, Teil 5

The Zoology of the Voyage of H.M.S. Beagle (englisch für: Die Zoologie der Reise der H.M.S. Beagle) ist der Titel eines unter der Aufsicht von Charles Darwin herausgegebenen, mehrteiligen Werkes, in dem die zoologischen Ergebnisse seiner Ende 1831 begonnenen und fast fünf Jahre dauernden Reise mit der Beagle veröffentlicht wurden.
Richard Owen, George Robert Waterhouse, John Gould, Leonard Jenyns und Thomas Bell übernahmen die wissenschaftliche Bearbeitung der von Darwin gesammelten Fossilien, Säugetiere, Vögel, Fische, Reptilien und Amphibien. Mit finanzieller Unterstützung der britischen Regierung erschien die „Zoologie“ vom Februar 1838 bis Oktober 1842 in 19 Einzellieferungen mit insgesamt 166 farbigen und schwarz-weißen Lithografien.
Neben seinen herausgeberischen Pflichten hatte Darwin als Autor nur einen geringen Anteil am Gesamtwerk. Das nie ins Deutsche übersetzte Werk ist für die Zoologie noch heute als Quelle zahlreicher Erstbeschreibungen von Bedeutung.

## Entstehungsgeschichte

### Die Reise mit der H.M.S. Beagle

#### Vorbereitung auf die Reise
Charles Darwin hatte im Frühjahr 1831 seine theologischen Studien am Christ’s College der Universität Cambridge mit dem ersten akademischen Grad Baccalaureus Artium abgeschlossen. Als er Ende August 1831 von einer geologischen Exkursion in Nordwales zurückkehrte, fand er einen Brief seines Mentors und Freundes John Stevens Henslow vor. Henslow teilte Darwin mit, dass er ihn für eine Vermessungsexpedition an Bord der H.M.S. Beagle nach Südamerika empfohlen hatte, deren Kapitän Robert FitzRoy nach einer Begleitung suchte. Nachdem sich beide zur gegenseitigen Zufriedenheit kennengelernt hatten und Darwin die Zustimmung seines Vaters zum geplanten Unternehmen erhalten hatte, reiste er nach London, um sich auf die Reise vorzubereiten.
Neben dem Kauf der notwendigen Ausrüstung frischte Darwin seine Kenntnisse in Tierpräparation auf. Der Taxidermist und Vogelhändler Benjamin Leadbeater erklärte ihm, wie man Bälge, d. h. die abgezogene Haut mit Haaren oder Federn, in mit Terpentin getränkte Kartons verpackt. William Yarrell, Zoologe und Gründungsmitglied der Zoologischen Gesellschaft Londons, zeigte Darwin wie sich Gefäße mit Hilfe von Harnblasen, Stanniol und Firnis wasserdicht verschließen ließen. Philip Parker King, der die erste Reise der H.M.S. Beagle kommandiert hatte, unterwies ihn im Gebrauch von Arsenseife und Konservierungspulver. Die für die Konservierung der Zoophyten (wirbellosen Tiere) wichtigen Hinweise kamen von Robert Edmond Grant, der Darwin während dessen Zeit in Edinburgh für das Studium von Meerestieren begeistert hatte. Der am Britischen Museum tätige Robert Brown beriet ihn bei der Auswahl des für wissenschaftliche Untersuchungen unerlässlichen Mikroskops. Derart vorbereitet verließ Darwin an Bord der H.M.S. Beagle am 27. Dezember 1831 den Hafen bei Plymouth.

#### Zoologische Notizen

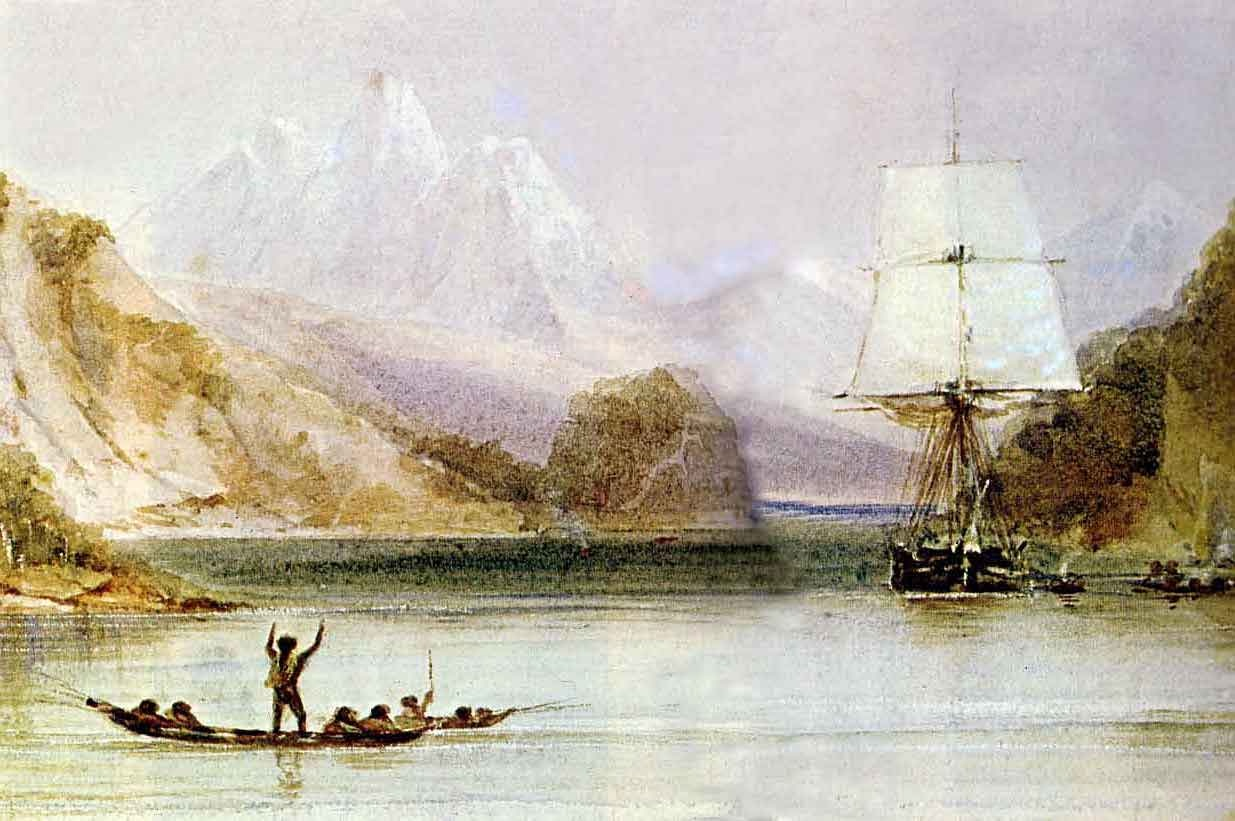
Die H.M.S. Beagle an der Einfahrt zum Beagle-Kanal (Murray Narrows) in Feuerland – Darstellung von Conrad Martens (1801–1878), von 1833 bis 1834 offizieller Schiffsmaler der HMS Beagle

Seine Eindrücke und Beobachtungen hielt Darwin während der Reise auf verschiedene Weise fest. Seine allgemeinen Reiseeindrücke schrieb Darwin in einem Reisetagebuch nieder, das er in regelmäßigen Abständen an seine Familie schickte. Diese Notizen wurden später Grundlage seiner Reisebeschreibung The Narrative of the Voyages of H.M. Ships Adventure and Beagle. Ein „Zoologisches Notizbuch“ begann Darwin, als die H.M.S. Beagle am 6. Januar 1832 im Hafen von Santa Cruz der Kapverdischen Insel Santiago ankerte. In dieses Notizbuch trug er alle während der Reise gemachten zoologischen Beobachtungen ein. Darwin beherzigte auch eine von William Kirby 1825 publizierte Warnung, dass alle von Vermessungsschiffen nach England gebrachten Proben wertlos seien, wenn sie nicht korrekt beschriftet seien und es nicht Angaben zur Fundstelle und Beschreibungen des Fundes gäbe. Die von ihm gesammelten zoologischen und botanischen Exemplare inventarisierte er daher fortlaufend nummeriert in insgesamt sechs Notizheften. Die Notizhefte 1 bis 3 umfassten die in Gefäßen mit Spiritus konservierten Exemplare, die mit Metalletiketten gekennzeichnet waren, in welche die Nummer eingeprägt war. Getrocknete Exemplare erhielten farbige Papieretiketten mit einer eingedruckten Nummer und wurden in den Notizheften 4 bis 6 verzeichnet. Zuoberst auf jeder Seite vermerkte Darwin Jahr, Monat und Fundort. In seinen „Zoologischen Notizen“ nahm Darwin häufig auf die in diesen Notizbüchern vermerkten Nummern Bezug.
Gegen Ende der Fahrt mit der H.M.S. Beagle kennzeichnete Darwin die „Art“ eines verzeichneten Exemplars mit verschiedenen Buchstaben. „A“ stand für Säugetier, „B“ für Vogel, „C“ für Schalentier, „F“ für Fisch, „I“ für Insekt, „P“ für Pflanze, „R“ für Reptil oder Amphibie und „S“ für Muschel. Nach diesen Anweisungen exzerpierte sein Gehilfe Syms Covington insgesamt zwölf Kataloge der Darwinschen Sammlungen.
Als Darwin am 2. Oktober 1836 in Falmouth wieder den heimatlichen englischen Boden betrat, hatte er 770 Seiten seines Reisetagebuchs beschrieben und 368 Seiten zoologischer Notizen verfasst. 1529 in Spiritus konservierte Arten sowie 3907 Häute, Felle, Knochen, Pflanzen etc. waren das Ergebnis seiner fast fünfjährigen Reise.

#### Versand des gesammelten Materials

Karte der wichtigsten Stationen während der Weltumseglung der H.M.S. Beagle

Darwins Vater hatte John Stevens Henslow engagiert, um die von seinem Sohn während der Expedition mit der H.M.S. Beagle nach England zurückgeschickten Proben aufzubewahren. Mit dem Paketschiff Emulous schickte Darwin am 19. August 1832 eine erste Kiste, in der sich hauptsächlich geologische Proben befanden. Etwa einen Monat später, am 23. September 1832, gingen zwei große Fässer mit fossilen Knochen, darunter die Knochen des in Punta Alta gefundenen neuen Riesenfaultiers aus der Gattung Mylodon sowie ein kleines Fass mit Fischen und eine Kiste, die Häute, Spiritusgefäße und Pillenschachteln mit Käfern enthielt, mit dem Paketschiff Duke of York auf die Reise nach England. Ohne die Gewissheit, dass seine wertvollen Stücke bei Henslow angelangt waren, bereitete Darwin die nächsten beiden Sendungen vor. Etwa die Hälfte seiner Sommerausbeute, verpackt in vier Fässern, vertraute er am 18. Juli 1833 in Montevideo dem Seeweg in die Heimat an. Darunter befanden sich die etwa achtzig in der Umgebung von Maldonado geschossene Vögel, fast zwanzig Säugetiere, Häute, Pflanzen, Käfer, Fische und weitere geologischen Proben. Am 12. November 1833 folgten zwei weitere Kisten und ein Fass mit fast 200 Häuten von Vögeln, südamerikanischen Ratten  sowie Pflanzensamen.
Als die H.M.S. Beagle im März 1834 im Hafen von Port Louis (Ostfalkland) ankerte, traf ein aus dem Januar 1833 stammender Brief von Henslow ein, in dem dieser die Ankunft der ersten von Darwins abgesendeten Kiste bestätigte. Auch die zweite Sendung war nahezu unversehrt angekommen.
Mit der nach Portsmouth segelnden H.M.S. Samarang wurden Ende September 1834 von Valparaíso aus erneut zwei Fässer mit Knochen und Steinen sowie eine Kiste mit sechs Flaschen die „sehr wertvolle Arten“ enthielten verschickt. Die von Darwin im November 1834 zusammengepackten beiden Kisten wären beinahe verloren gegangen, denn die ursprünglich für den Transport vorgesehene H.M.S. Challenger sank 1835 vor der chilenischen Küste. An der Westküste Südamerikas nahm die H.M.S. Conway Ende Juni die letzten beiden großen Kisten mit von Darwin gesammelten Material an Bord. Alle später gesammelten Proben, einschließlich der von den Galápagos-Inseln stammenden Finken, wurden an Bord der H.M.S. Beagle nach England transportiert.

### Die Finanzierung der „Zoologie“
Von mehreren Zoologen gedrängt, unter ihnen William Sharp Macleay, die zoologischen Ergebnisse seiner Reise mit der H.M.S. Beagle zu veröffentlichen, entwickelte Darwin Anfang 1837 erste Pläne für die Umsetzung. Das Werk sollte in mehreren Teilen erscheinen, die jeweils von einem anderen Autor bearbeitet werden sollten. Vorbilder sah er im Atlas zu der Reise im nördlichen Afrika (1826–1828) von Eduard Rüppell sowie im Werk Recueil d’observations de zoologie et d’anatomie comparée (1811–1833) von Aimé Bonpland und Alexander von Humboldt. Darwin erkannte, dass ohne die finanzielle Unterstützung durch die Regierung das Vorhaben nicht durchführbar war, da insbesondere durch die geplanten Illustrationen hohe Kosten entstehen würden.
Im Mai 1837 wandte er sich an Edward Adolphus Seymour, Präsident der Linné-Gesellschaft, Edward Smith Stanley, Präsident der Zoologischen Gesellschaft, und William Whewell, Präsident der Geologischen Gesellschaft, mit der Bitte um Unterstützung für sein Vorhaben.
Alle drei unterzeichneten die folgende Empfehlung:

„Völlig beeindruckt von der Bedeutung und Neuheit der naturhistorischen Sammlungen die durch Herrn Darwin mit der HMS Beagle nach Hause gebracht wurden, sind wir der Auffassung, dass deren Veröffentlichung nach einem einheitlichen Konzept und mit Stichen illustriert, höchst vorteilhaft für die Naturwissenschaft wäre.“

Francis Beaufort, dem er diese Empfehlung zunächst übersandte, empfahl Darwin das Anliegen dem Kanzler des Finanzministeriums Thomas Spring Rice durch John Stevens Henslow oder eine andere Cambridger Persönlichkeit vortragen zu lassen. Henslow kam einer entsprechenden Bitte durch Darwin schnell nach.
Der Tod von König Wilhelm IV. verzögerte die Bewilligung der Mittel, da Rice erst die notwendig gewordenen Parlamentswahlen abwarten musste. Am 3. August 1837 bat Darwin den wiedergewählten Rice offiziell um die Bewilligung einer Unterstützung in Höhe von 1000 Pfund Sterling für die geplanten 150 Tafeln. Knapp zwei Wochen später hatte Darwin im Beisein von George Peacock ein Gespräch mit Rice, mit dem Ergebnis, dass dieser die geforderte Summe zusagte. Am 12. September 1837 unterbreitete der Verlag Smith, Elder & Co. einen Vorschlag, wie mit den zur Verfügung stehenden Mitteln von 1000 Pfund Sterling das Projekt abgewickelt werden könnte.

## Werk
Die erste und einzige Auflage erschien unter dem vollständigen Titel The Zoology of the Voyage of H.M.S. Beagle Under the Command of Captain Fitzroy, R.N., during the Years 1832 to 1836: Published with the approval of the Lords Commissioners of Her Majesty’s Treasury / Edited and superintended by Charles Darwin beim Verlag Smith, Elder & Co. in London. Das Werk bestand aus fünf Bänden, die den Themen Säugetiere (einschließlich deren Fossilien), Vögel, Fische, Reptilien und Amphibien gewidmet waren. Es hatte einen Umfang von 632 Seiten, enthielt 166 Tafeln (84 schwarz-weiße, 82 farbige) und wurde von Februar 1838 bis Oktober 1843 in 19 Teilen ausgeliefert.
Charles Darwin umriss den Inhalt im Vorwort zur ersten Lieferung mit den Worten:

„Der Gegenstand der vorliegenden Arbeit ist es, Beschreibungen und Abbildungen von unbeschriebenen und ungenügend bekannten Tieren, sowohl fossiler und lebender, zu geben, zusammen mit der Darstellung, in einem Fall, ihrer geologischen Lage, im anderen von ihrem Verhalten und ihrer Verbreitung.“

Die Beiträge Darwins zum Gesamtwerk sind auf wenige Seiten beschränkt. Er schrieb eine geologische Einleitung für Fossil Mammalia, eine geographische Einleitung für Mammalia und trug mit Anmerkungen über das Verhalten und die Verbreitungsgebiete zu Mammalia und Birds bei.

### Teil 1: Fossil Mammalia (Fossile Säugetiere)

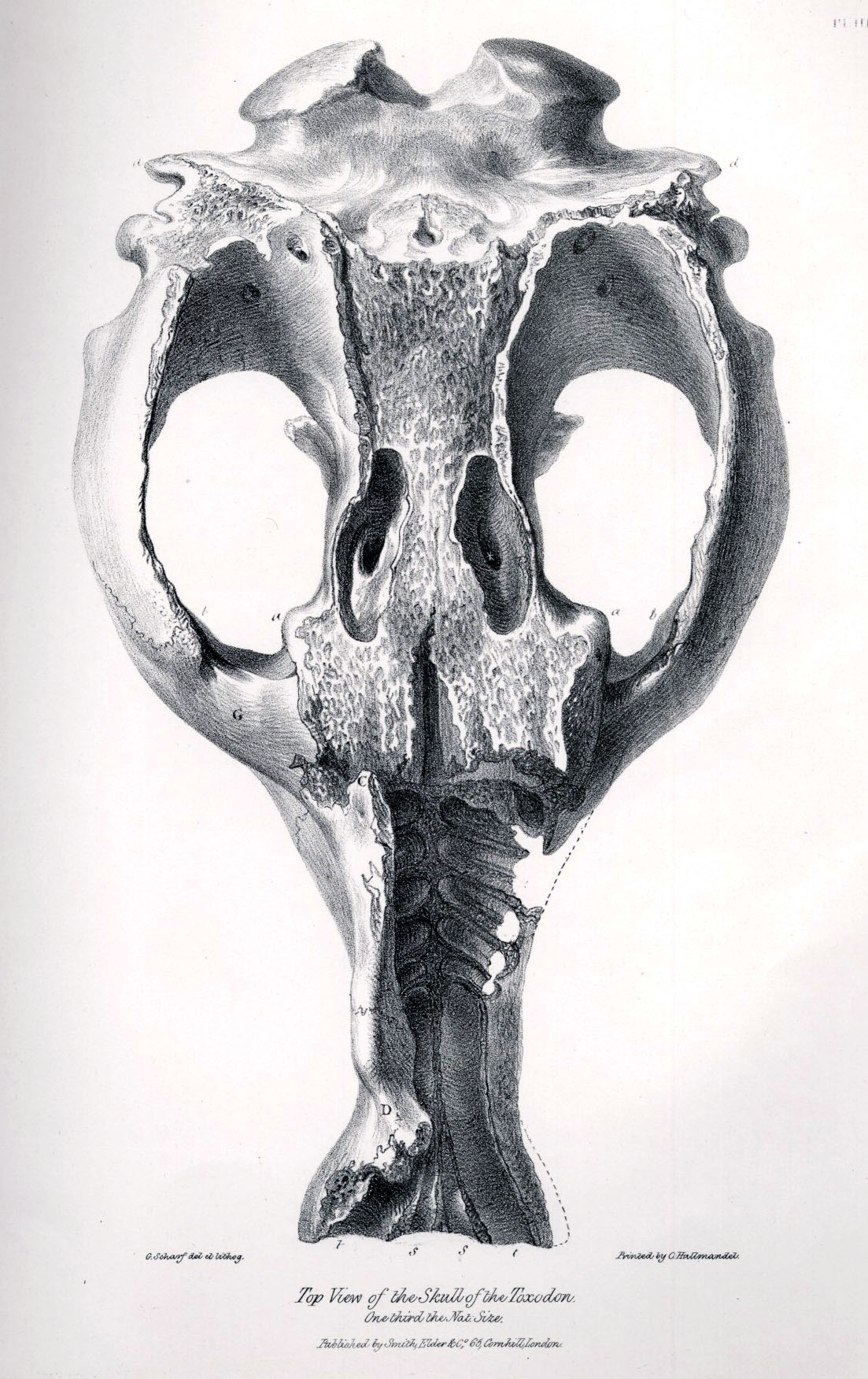
Tafel III aus Fossil Mammalia zeigt den Schädel eines Toxodons.

Der von Richard Owen bearbeitete erste Teil der „Zoologie“ trug den Titel
Fossil Mammalia, Described by Richard Owen, ESQ. F.R.S. F.G.S. F.L.S. Professor of Anatomy and Physiology to the Royal College of Surgeons in London; Corresponding Member of the Royal Academy of Sciences of Berlin; of the Royal Academy of Medicine, and Philomathic Society of Paris; of the Academy of Sciences of Philadelphia, Moscow, Erlangen. With a Geological Introduction, by Charles Darwin, ESQ. M.A. F.G.S. &c. &c. Corresponding Member of the Zoological Society.
Er beschäftigte sich mit den von Darwin gefundenen fossilen Säugetierresten. Der Band erschien von Februar 1838 bis April 1840 in vier Lieferungen mit insgesamt 111 Seiten und wurde durch 32 Schwarzweißtafeln von George Johann Scharf (1788–1860) ergänzt.
Darwin lernte Richard Owen am 29. Oktober 1836 bei Charles Lyell kennen. Owen war 1836 Nachfolger von Charles Bell als Professor für vergleichende Anatomie und Physiologie am College of Surgeons geworden. Im April desselben Jahres wählten ihn die Trustees des Hunter-Museums in die neue Position des „Hunterian“ Professors. Owen teilte Darwins Interesse an Fossilien und wirbellosen Tieren  und wurde von Darwin überredet, sich die während der Reise mit der H.M.S. Beagle gesammelten Fossilien anzusehen. Das erste durch Owen untersuchte Fossil war ein Schädel, den Darwin 120 Meilen nordwestlich von Montevideo entdeckt hatte. Er gehörte zu einem flusspferdartigen Lebewesen, das Owen später Toxodon platensis nannte. Zum Jahreswechsel 1836/37 sandte Darwin weiteres Material an Owen, der sich mittlerweile in Cambridge aufhielt.
Der erste Teil von Fossil Mammalia beginnt mit einer ausführlichen Beschreibung von Toxodon platensis, dessen aufgefundene Knochen auf fünf Tafeln dokumentiert werden. Im zweiten Teil wird die Beschreibung von Macrauchenia patachonica fortgesetzt und die Knochenfunde des kamelartigen Tiers auf zehn Tafeln dargestellt. Die abschließenden Teile behandeln unter anderem die Riesenfaultiere Scelidotherium, Mylodon und Megatherium sowie einen Unterkiefer, den Owen zu Megalonyx verwies (dieser wird heute zu Mylodon gestellt). Des Weiteren befasst sich das Werk mit einem Schädelfragment von Glossotherium, ebenfalls ein Riesenfaultier, das allerdings von Owen in seiner ersten Beurteilung für einen riesigen Vertreter der Ameisenbären gehalten wurde. Kurze Textpassagen widmen sich außerdem verschiedenen Panzerfragmenten der Glyptodontidae (Verwandten der Gürteltiere), Zähnen von urtümlichen Rüsseltieren (als „Mastodonten“ bezeichnet) und von Pferden sowie Resten von Kammratten.

### Teil 2: Mammalia (Säugetiere)

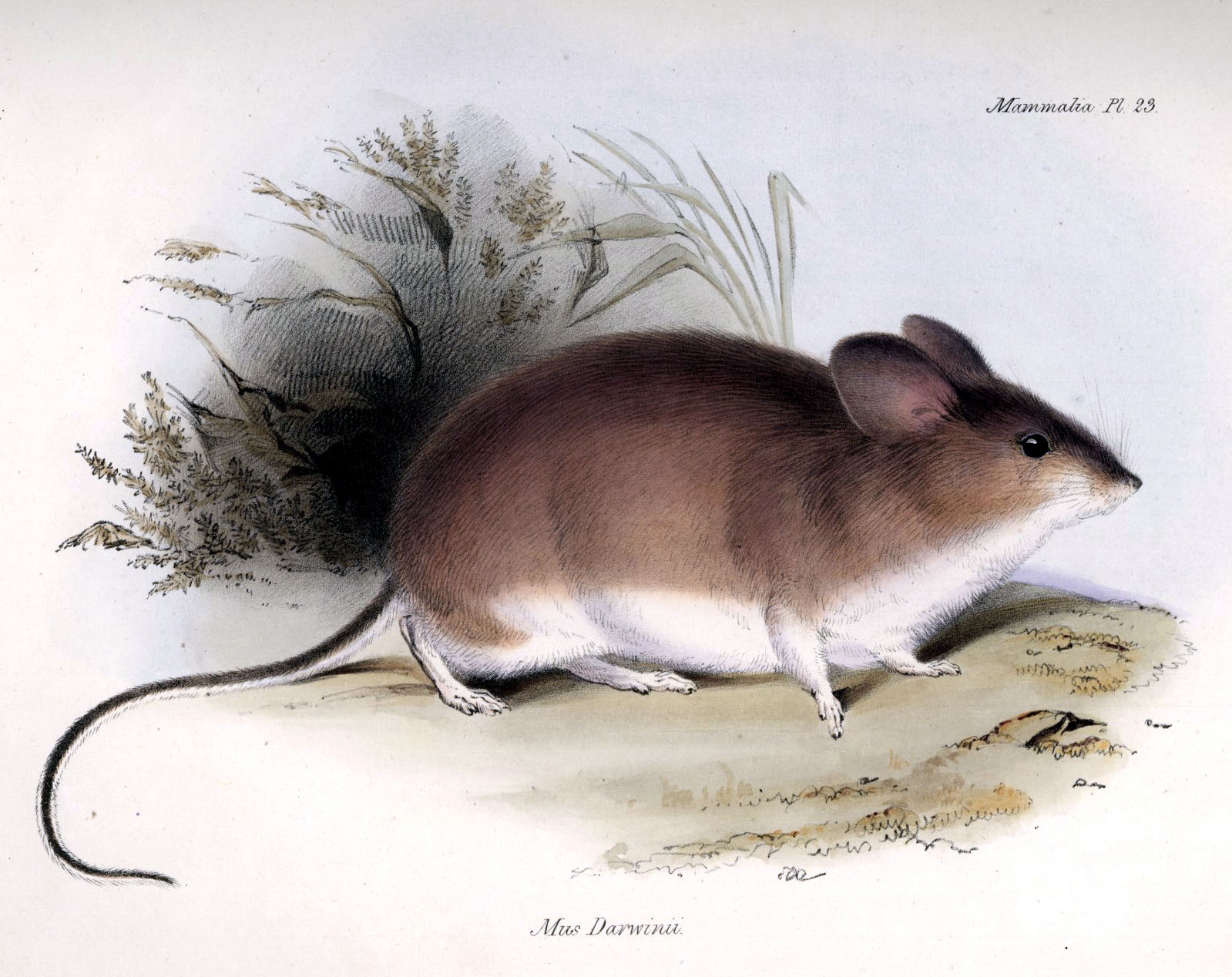
Eine der nach Darwin benannten Arten, die Blattohrmaus Phyllotis darwini, wird auf Tafel XXIII. von Mammalia illustriert.

Hauptartikel: Liste der Säugetiere in The Zoology of the Voyage of H.M.S. Beagle
Die 97 Seiten umfassende Beschreibung der Säugetiere trug den Titel
Mammalia, Described by George R. Waterhouse, ESQ. Curator of the Zoological Society of London, etc. etc. with a Notice of their Habit and Ranges, by Charles Darwin, ESQ. M.A. F.G.S. &c. Corresponding Member of the Zoological Society
und wurde von George Robert Waterhouse verfasst. Die vier Lieferungen von Mammalia erschienen von Mai 1838 bis September 1839. Die zugehörigen 32 farbigen, nicht signierten Tafeln stammen vermutlich von William Dickes (1815–1892). Drei von C. M. Curtis gezeichnete und von J. Swaine gravierte Schwarzweißtafeln mit Knochenzeichnungen ergänzten den Lieferumfang.
Darwin lernte Waterhouse bereits während seiner Studienzeit in Cambridge Ende 1829 kennen, wo beide eifrige Sammler von Käfern waren. Anfang Januar 1837 übereignete Darwin seine gesammelten Säugetiere der Zoologischen Gesellschaft. Waterhouse erklärte sich bereit, für die „Zoologie“ die Säugetiere zu bearbeiten, da er bereits an einem Katalog über die im Museum der Zoologischen Gesellschaft aufbewahrten Säugetiere arbeitete. Bei den meisten von Waterhouse beschriebenen Arten handelte es sich um kleine Vertreter aus der Ordnung der Nagetiere.

### Teil 3: Birds (Vögel)

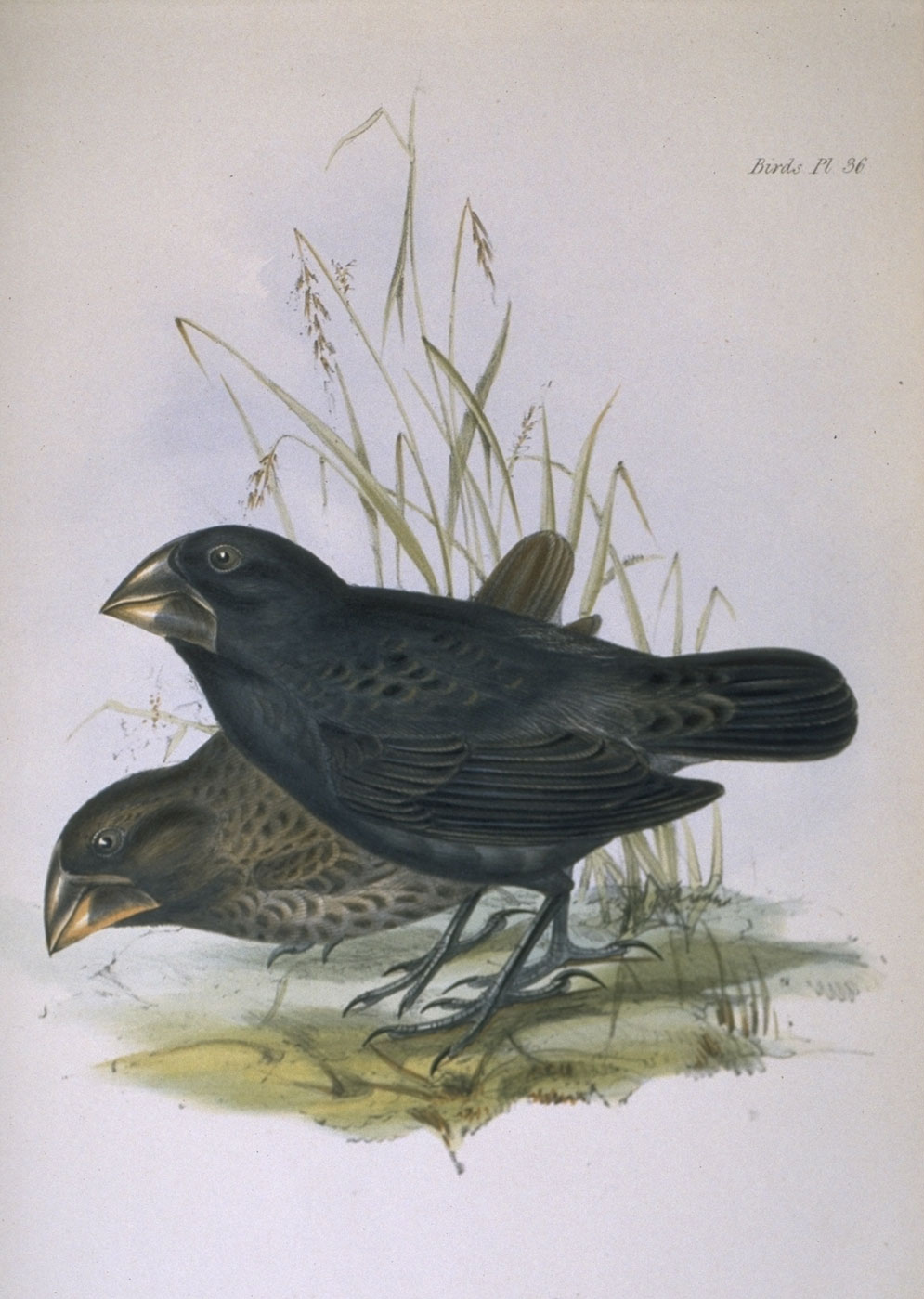
Der Großschnabel-Grundfink Geospiza magnirostris, gezeichnet von John Gould – Tafel 36 aus The Zoology of the Beagle, Band 3, Teil 4

Hauptartikel: Liste der Vögel in The Zoology of the Voyage of H.M.S. Beagle
John Gould übernahm die Aufarbeitung der von Darwin mitgebrachten Vögel. Der dritte Teil der „Zoologie“ wurde unter dem Titel
Birds, Described by John Gould, ESQ. F.L.S. with a Notice of their Habits and Ranges, by Charles Darwin, ESQ. M.A. F.R.S. SEC. GEOLOG. SOC. and with an Anatomical Appendix, by T. C. Eyton, ESQ, F.L.S. Illustrated by Numerous Coloured Engravings
veröffentlicht. Die Herausgabe von Birds erfolgte in fünf Lieferungen, die von Juli 1838 bis März 1841 erschienen und umfasste 156 Seiten sowie 50 farbige Tafeln. Thomas Campbell Eyton ergänzte das Werk um einen Anhang.
Am 4. Januar 1837 schenkte Darwin der Zoologischen Gesellschaft 80 Säugetiere und 450 Vögel. Die Schenkung erfolgte unter der Bedingung, dass alle Exemplare präpariert und beschrieben werden müssten. Kurator des Museums der Zoologischen Gesellschaft war zu dieser Zeit John Gould, der sich als Ornithologe die neuen Vögel sogleich genau ansah und entdeckte, dass die von Darwin von den Galápagos-Inseln mitgebrachten Exemplare eine völlig neue Gruppe darstellten. Nur wenige Tage später, am 10. Januar 1838, sprach Gould vor der Zoologischen Gesellschaft über die Galápagos-Finken. In der endgültige Fassung seines Vortrages, die Ende des Jahres erschien, umfasste die neue Gruppe insgesamt 13 Arten.
Mit den Verlegern Smith, Elder & Co. konnte Darwin für Birds eine besonders gute Ausstattung in Form von 50 farbigen Illustrationen aushandeln. Die Lithografien schuf Elizabeth Gould nach Zeichnungen ihres Mannes an. Die fertigen Lithografien wurden von Gabriel Bayfield (1781–1870) koloriert.
John Gould beendete die Arbeiten an Birds nicht. Er schiffte sich am 16. Mai 1838 mit seiner Frau nach Australien ein und hinterließ Darwin das unvollendete Manuskript und die fertiggestellten Tafeln. Darwin beauftragte George Robert Gray mit der Durchsicht und Vervollständigung des Manuskriptes. Von der zweiten Lieferung an trug Gray die Hauptverantwortung für die Veröffentlichung von Birds.

### Teil 4: Fish (Fische)

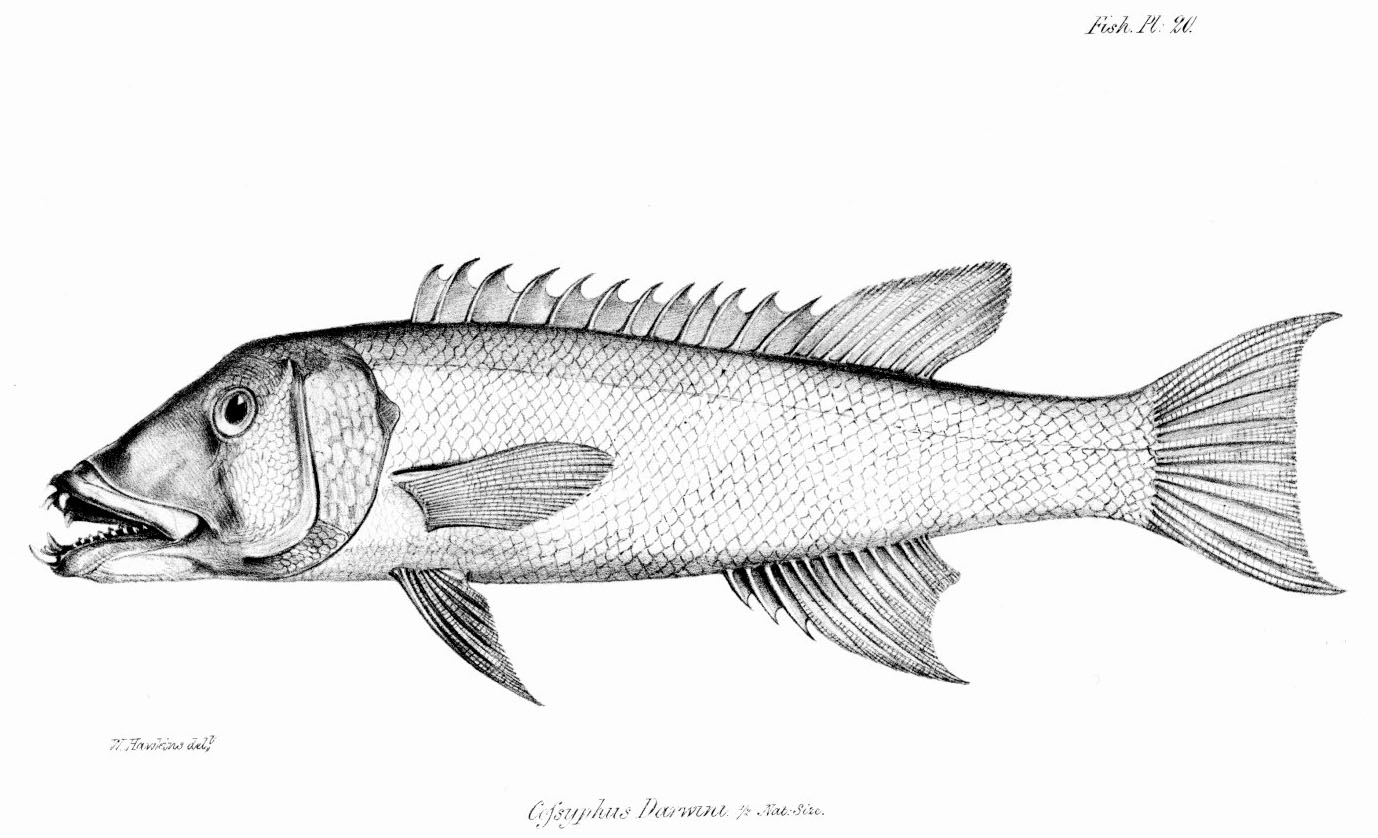
Der nach Darwin benannte Fisch Semicossyphus darwini ist nur im Gebiet der Galápagos-Inseln verbreitet. Die Zeichnung
auf Tafel XX. stammt von Benjamin Waterhouse Hawkins.

Hauptartikel: Liste der Fische in The Zoology of the Voyage of H.M.S. Beagle
Unter dem Titel Fish by the Rev. Leonard Jenyns, M.A., F.L.S. erschien der vierte Teil der „Zoologie“, in dem Leonard Jenyns die von Darwin gesammelten Fische klassifizierte. Fish erschien vom Januar 1840 bis April 1842 in vier Lieferungen und umfasste 175 Seiten. Die 29 schwarz-weißen Tafeln stammten von Benjamin Waterhouse Hawkins und bilden insgesamt 51 Fischarten ab.
Darwin kannte Leonard Jenyns aus seiner Studienzeit in Cambridge. Darwin entwickelte während dieser Zeit ausgeprägtes Interesse an Käfern und Jenyns galt als der „führende Käfersammler in Cambridge“. Das anfangs etwas gespannte Verhältnis zwischen beiden verbesserte sich, als Darwins Mentor John Stevens Henslow im Dezember 1823 Jenyns Schwester Harriet heiratete. Jenyns hatte ebenfalls das Angebot erhalten, die Reise mit der H.M.S. Beagle zu unternehmen, das er jedoch mit Rücksicht auf seine Verpflichtungen als Geistlicher ablehnte. Jenyns, der einen guten Ruf als Wissenschaftler hatte, wurde von Darwin schließlich gebeten, die Bearbeitung der mitgebrachten Fische zu übernehmen, da niemand Interesse für die gesammelten Fische zeigte. Jenyns kam anfangs mit der Arbeit auf dem für ihn neuen Gebiet nur schleppend voran, und Darwin beschwor ihn immer wieder, sich nicht entmutigen zu lassen.
Bei der Art und Weise der Beschreibung der Fische und der Berechnung der Flossenformel orientierte sich Jenyns am 22-bändigen Werk Histoire Naturelle des Poissons von Georges Cuvier und Achille Valenciennes. Bei der Beschreibung der Farben konnte er sich meist auf die von Darwin in seinen zoologischen Notizen nach dem Farbsystem des Pflanzenmaler Patrick Syme gemachten Angaben verlassen.
In der Einleitung zu Fish, die Bestandteil der vierten und letzten Lieferung war, fasste Jenyns seine Ergebnisse zusammen. Nur etwa die Hälfte der von Darwin gesammelten und in Spiritus konservierten Proben konnten von ihm beschrieben werden. Der Rest befand sich ein einem unbrauchbaren Zustand. Der größte Teil der knapp 140 beschriebenen Arten stammte von den Küsten Südamerikas sowie den benachbarten Inseln und Archipelen. Dort sind auch die Mehrzahl der von Jenyns als neu beschriebenen Arten heimisch. Beispielsweise erwiesen sich alle aus den Gewässern von Feuerland, den Falklandinseln und den Galápagos-Inseln mitgebrachten Arten als wissenschaftlich noch nicht beschrieben.

### Teil 5: Reptiles (Reptilien)

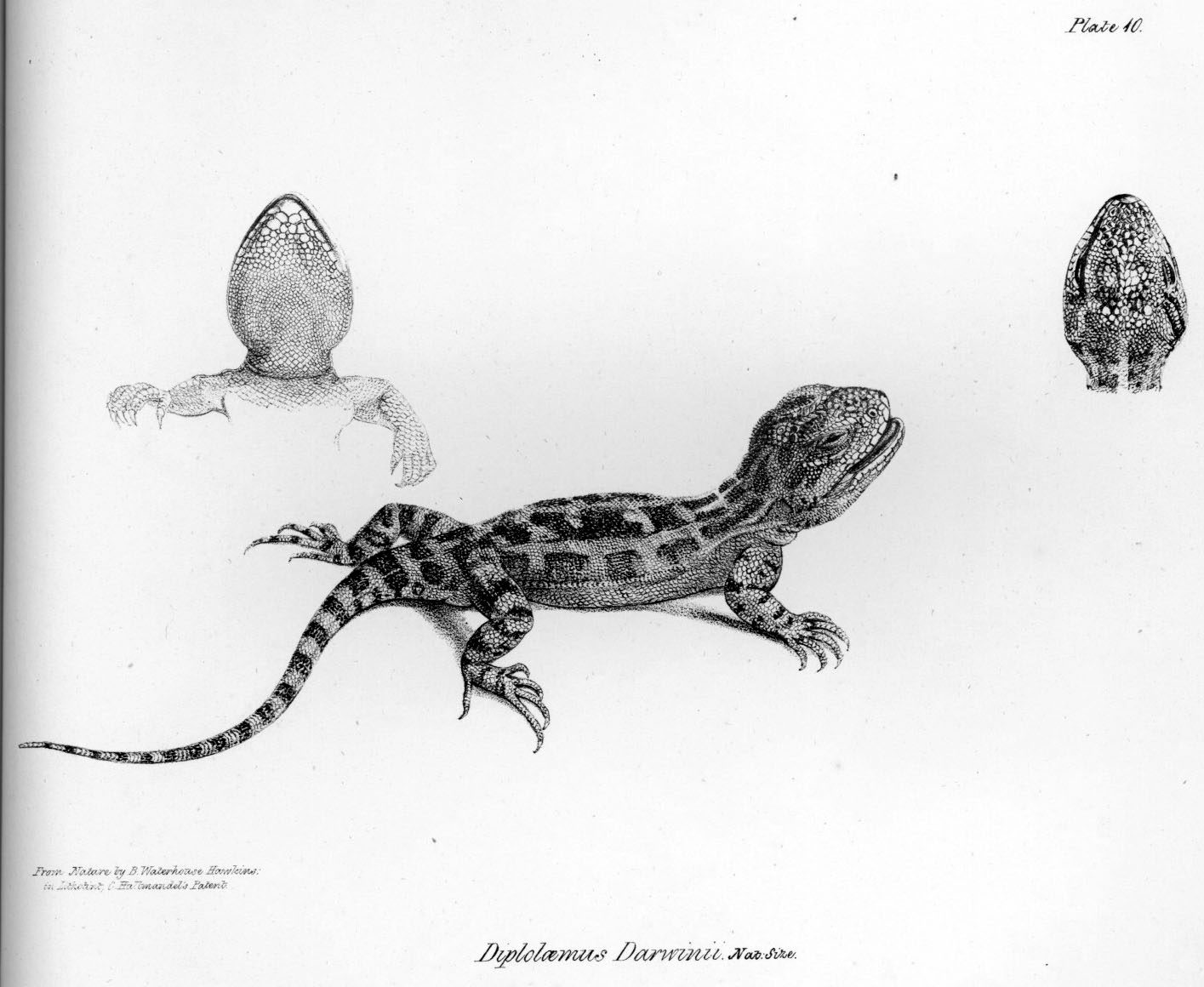
Das leguanartige Schuppenkriechtier Diplolaemus darwinii gehört zu einer von Thomas Bell in Reptiles neu aufgestellten Gattung und ist auf Tafel X. dargestellt.

Hauptartikel: Liste der Reptilien und Amphibien in The Zoology of the Voyage of H.M.S. Beagle
Der Titel des fünften und letzten Teiles Reptiles, by Thomas Bell, ESQ., F.R.S., F.L.S., &c. ist irreführend, da durch Thomas Bell neben den Reptilien auch die Amphibien abgehandelt wurden. Das nur 51 Seiten umfassende Reptiles erschien in zwei Lieferungen im August 1842 und im Oktober 1843. Es war mit 20 Schwarzweißtafeln illustriert, die der Lithograph Charles Joseph Hullmandel nach Zeichnungen von Benjamin Waterhouse Hawkins anfertigte.
Thomas Bell, der mit A Monograph of the Testudinata (1832–1836) gerade eine umfassende Monografie über die Schildkröten fertiggestellt hatte und als Experte für Reptilien galt, zeigte ein lebhaftes Interesse an Darwins Reptilien. Er bestätigte Darwin, dass es sich bei den – von Darwin nicht gesammelten – Galápagos-Riesenschildkröten um verschiedene Varietäten handeln müsse. Bell wurde von Darwin schließlich gebeten, für die „Zoologie“ die Reptilien zu bearbeiten. Die endgültige Fertigstellung dieses Teils verzögerte sich jedoch durch eine längere Krankheit Bells. Die von Darwin gesammelten Schlangen sandte Bell an Gabriel Bibron, der sie in Band 6 und 7 seiner Erpetologie Generale beschrieb.

### Übersicht der Einzellieferungen
Die tabellarische Übersicht gibt einen Überblick über das Erscheinungsdatum und den Umfang der 19 Einzellieferungen der „Zoologie“. In der Spalte „Kosten“ sind die durch den Verlag Smith, Elder & Co. berechneten Herstellungskosten der einzelnen Lieferungen aufgeführt. Die von der britischen Regierung bereitgestellte Summe vom 1000 Pfund Sterling wurde am Ende geringfügig überschritten und die Differenz durch Darwin finanziert. Die Spalte „Preis“ weist den Verkaufspreis für die jeweilige Lieferung aus. Bis 1971 war das Pfund (£) in 20 Schillinge (s) zu je 12 Pence (d) unterteilt.
| Titel                 | Erschienen | Seiten | Tafeln | Kosten      | Preis |
| --------------------- | ---------- | ------ | ------ | ----------- | ----- |
| Fossil Mammalia No. 1 | Feb. 1838  | 40     | 7      | £68 10s 10d | 8s    |
| Mammalia No. 1        | Mai 1838   | 8      | 10     | £39 06s 09d | 10s   |
| Birds No. 1           | Juli 1838  | 14     | 10     | £45 03s 02d | 10s   |
| Mammalia No. 2        | Mai 1838   | 24     | 9      | £47 16s 06d | 10s   |
| Mammalia No. 3        | Nov. 1838  | 16     | 8      | £36 01s 00d | 8s    |
| Birds No. 2           | Jan. 1839  | 16     | 10     | £45 04s 05d | 10s   |
| Fossil Mammalia No. 2 | März 1839  | 24     | 10     | £57 16s 11d | 8s    |
| Fossil Mammalia No. 3 | Mai 1839   | 16     | 10     | £51 16s 02d | 8s    |
| Birds No. 3           | Juli 1839  | 24     | 10     | £47 00s 04d | 10s   |
| Mammalia No. 4        | Sep. 1839  | 49     | 9      | £71 13s 02d | 10s   |
| Birds No. 4           | Nov. 1839  | 40     | 10     | £58 13s 03d | 10s   |
| Fish No. 1            | Jan. 1840  | 32     | 8      | £43 12s 10d | 8s    |
| Fossil Mammalia No. 4 | Apr. 1840  | 31     | 5      | £47 12s 08d | 6s    |
| Fish No. 2            | Juni 1840  | 32     | 7      | £41 10s 04d | 8s    |
| Birds No. 5           | März 1841  | 60     | 10     | £83 18s 06d | 15s   |
| Fish No. 3            | Apr. 1841  | 32     | 5      | £37 01s 00d | 6s    |
| Fish No. 4            | Apr. 1842  | 76     | 9      | £93 14s 09d | 8s    |
| Reptiles No. 1        | Aug. 1842  | 16     | 10     | £43 02s 00d | 8s    |
| Reptiles No. 2        | Okt. 1842  | 35     | 10     | £62 07s 03d | 10s   |

## Aktuelle Ausgaben
- Band 4 bis 7 In: Paul H. Barrett, Richard Broke Freeman (Hrsg.): The Works of Charles Darwin. 29 Bände, Pickering, London 1986–1989, ISBN 1-85196-002-3.
- Charles Darwin’s The Zoology of the Voyage of H.M.S. Beagle. 4 Bände, Limitierte Faksimile Auflage. C.I.L. Ltd., Peterborough 1994

## Nachweise

### Briefwechsel von Charles Darwin
- Briefe an Alexander Young Spearman (1793–1874)
- Briefwechsel mit Richard Owen
- Briefwechsel mit George Robert Waterhouse
- Briefwechsel mit John Gould
- Briefwechsel mit George Robert Gray
- Briefwechsel mit Leonard Jenyns
- Briefwechsel mit Thomas Bell